# جورج هارست
جورج هارست هو صحفي وشخصية أعمال وسياسي أمريكي، ولد في 3 سبتمبر 1820 في سوليفان (ميزوري) في الولايات المتحدة، وتوفي في 28 فبراير 1891 في واشنطن العاصمة في الولايات المتحدة. نشط حزبياً في الحزب الديمقراطي.

## مناصب
- انتخب عضو مجلس الشيوخ الأمريكي [الإنجليزية]‏ عن دائرة California Class 1 senate seat ‏ وقد انضم خلال فترته النيابية [الإنجليزية]‏ (4 مارس 1887 – 4 مارس 1889) للكتلة البرلمانية الحزب الديمقراطي.
- انتخب عضو مجلس الشيوخ الأمريكي [الإنجليزية]‏ عن دائرة California Class 1 senate seat ‏ وقد انضم خلال فترته النيابية [الإنجليزية]‏ (4 مارس 1889 – 28 فبراير 1891) للكتلة البرلمانية الحزب الديمقراطي.
- انتخب عضو مجلس الشيوخ الأمريكي [الإنجليزية]‏ عن دائرة California Class 1 senate seat ‏ وقد انضم خلال فترته النيابية [الإنجليزية]‏ (23 مارس 1886 – 3 أغسطس 1886) للكتلة البرلمانية الحزب الديمقراطي.
- انتخب عضو جمعية ولاية كاليفورنيا  [لغات أخرى]‏.
- انتخب عضو مجلس الشيوخ الأمريكي [الإنجليزية]‏ عن دائرة كاليفورنيا (4 مارس 1887 – 28 فبراير 1891).

## وصلات خارجية
- جورج هارست على موقع إن إن دي بي (الإنجليزية)